# Ferdinánd Zichy (1783–1862)
Ferdinánd Zichy, född 13 maj 1783, död 7 oktober 1862 i Bratislava, var en ungersk greve och militär. Han var son till Károly Zichy.
Zichy kapitulerade 1848 som fältmarskalklöjtnant och fästningskommendant i Venedig för upprorsmakarna där, 
och dömdes därför 1849 till tio års fästningsförvar, men benådades 1851.